# ТЕС Мапуту
25°56′24.0″ пд. ш. 32°31′47.5″ сх. д. / 25.940000° пд. ш. 32.529861° сх. д.
ТЕС Мапуту — телова електростанція в Мозамбіку, розташована на південній околиці Мапуту, на узбережжі однойменної затоки Індійського океану. Тривалий час була найпотужнішою ТЕС країни, допоки в 2014 році не поступилась ТЕС Ressano Garcia.
Першу газову турбіну, встановлену на роботу у відкритому циклі, ввели в експлуатацію у 1967 році, тобто ще за часів португальського колоніального панування. Виготовлена британською Bristol Siddeley (яку тоді ж придбав концерн Rolls-Royce), вона мала потужність 17,5 МВт. В 1974-му станцію підсилили другою турбіною потужністю 36 МВт виробництва швейцарської компанії Sulzer. Нарешті, в 1990-му (тобто вже за часів незалежності) додали газову турбіну потужністю 25 МВт, випущену французькою Alstom по ліцензії General Electric (тип Frame 5).
Все зазначене вище обладнання для своєї роботи споживало нафтопродукти. На першій турбіні після поламки у 1990 році замінили газогенератор, проте після цього вона використовувалась епізодично, а після сильної повені 2000-го агрегат знову вийшов з ладу.
В 2010-х роках зростання попиту на електроенергію викликало дефіцит генеруючих потужностей. На той час в центральному Мозамбіку почалась розробка газових родовищ Темане та Панде, газопровід від яких до Південно-Африканської Республіки проходив неподалік столиці. Це надавало гарних можливостей для розвитку теплової енергетики, до того ж на шельфі країни почались відкриття гігантських родовищ (Просперідад-Мамба, Голфіно-Атум та інші), що гарантувало майбутнє постачання. В результат генеральний підряд на спорудження на площадці ТЕС нової парогазової черги отримали японські компанії Sumitomo та IHI. Вони встановлять тут дві газові турбіни виробництва General Electric типу LM6000, які через котли-утилізатори живитимуть одну парову. Загальна потужність цього блоку складе 106 МВт. Очікується, що проект вартістю 180 млн доларів США (з них 167 млн надав японський уряд через Japanese International Cooperation Agency) стане до ладу влітку 2018 року.
Постачання палива до нової черги здійснюватиметься по трубопроводу Рессано-Гарсія — Мапуту.